# Xerochrysum bracteatum
Xerochrysum bracteatum és una espècie de plantes amb flors de la família de les Asteraceae. És endèmica a Austràlia.
Algunes seleccions són cultivades com a planta ornamental, conegudes com a margarides de paper, semprevives, sunflowers...